# Şoḩaynāt
Şoḩaynāt (persiska: صحینات) är en ort i Iran.   Den ligger i provinsen Khuzestan, i den centrala delen av landet, 500 km söder om huvudstaden Teheran. Şoḩaynāt ligger 42 meter över havet och antalet invånare är 156.
Terrängen runt Şoḩaynāt är platt, och sluttar västerut. Runt Şoḩaynāt är det ganska tätbefolkat, med 58 invånare per kvadratkilometer. Närmaste större samhälle är Mosharrafeh-ye Bozorg, 19,8 km söder om Şoḩaynāt. Omgivningarna runt Şoḩaynāt är i huvudsak ett öppet busklandskap.